# Stanečka vas
Stanečka vas – wieś w Słowenii, w gminie Majšperk. W 2018 roku liczyła 96 mieszkańców.